# Cnemisticta angustilobata
Cnemisticta angustilobata är en trollsländeart som beskrevs av Donnelly 1993. Cnemisticta angustilobata ingår i släktet Cnemisticta och familjen Isostictidae. Inga underarter finns listade i Catalogue of Life.